# 코자엘리주

코자엘리주의 위치

코자엘리주(튀르키예어: Kocaeli ili)는 튀르키예 북서부에 위치한 주로, 마르마라 지역에 속한다. 주도는 이즈미트이며 면적은 3,626km2, 인구는 1,437,926명(2007년 기준), 자동차 번호는 41번, 시외전화 지역번호는 0262번이다. 마르마라해와 접하며 12개 군을 관할한다. 코자엘리주의 게브제는 한니발의 사망지로 알려져 있다.

## 같이 보기
- 피슈마니예
- 튀르키예의 주